# West-Syrische liturgie
De West-Syrische liturgie, ook Antiocheense liturgie genoemd, slaat op een reeks liturgieën ontstaan in het Syrisch christendom. Men onderscheidt de liturgie van de Apostolische Constitutie, de Griekse liturgie van de Heilige Jacobus, de Syrische liturgie van de Heilige Jacobus en andere Syrische liturgieën.

## De liturgie van de Apostolische Constitutie
De Apostolische Constitutie bestaat uit acht boeken waarvan beweerd wordt dat ze zijn geschreven door de heilige Clementius van Rome. De eerste zes boeken zijn gebaseerd op de Didascalia Apostolorum (Leer van de apostelen en discipelen), geschreven in de eerste helft van de 3de eeuw. Het zevende boek is een versie van de Didache (Leer van de twaalf apostelen), waarschijnlijk geschreven in de eerste eeuw. Het achtste boek bevat een volledige liturgie.
De samensteller van de Apostolische Constitutie was een Syrisch christen wonend in Antiochië op het einde van de 4de of het begin van de 5de eeuw. De liturgie beschreven in het achtste boek is deze die in die tijd in Antiochië in gebruik was.
Dit kan men uit een aantal details afleiden. Onder meer de vermelding van het kerstfeest: dit werd in Antiochië gevierd vanaf 375 en elders in het Oosten pas vanaf 430.
Deze liturgie van het achtste boek omvatte de liturgie van de catechumenen en de liturgie van de gelovigen.
De Liturgie van de catechumenen bestond uit lezingen uit de Wet, de Profeten, de Epistels, de Handelingen van de Apostelen en het Evangelie, gevolgd door een aantal litanieën. Daarna volgde de wegzending van de catechumenen.
De liturgie van de gelovigen begint eveneens met een aantal litanieën en werd gevolgd door de Offerande en het Eucharistisch gebed. Daarna kwam de Anamimnesis (herinnering aan het lijden van Christus) en de Epiklese (aanroeping van de Heilige Geest). Verder volgden gebeden en psalmen en de Communie daarna het eindgebed en de wegzending.
Al de liturgieën van de Antiocheense ritus volgen dezelfde algemene ordening als deze van de Apostolische Constitutie. In de loop der tijd zijn kleinere wijzigingen ontstaan maar de algemene lijn bleef behouden.
Aangaande deze liturgie dient nog opgemerkt te worden dat het Onzevader er niet in voorkomt en er geen heiligen worden aangeroepen.

## De Griekse liturgie van de heilige Jacobus
Van de Antiocheense liturgieën die thans nog in gebruik zijn, is dit de oudste. Ze wordt toegeschreven aan Jakobus de Meerdere. Het feit dat de Jacobieten dezelfde liturgie gebruiken maar dan in de Syrische taal bewijst dat ze bestond vóór het schisma van 451.
Er is eveneens een liturgie van de catechumenen en een liturgie van de gelovigen.
De liturgie van de catechumenen omvat:
- Een litanie beantwoordt met Kyrie eleison.
- De Trisagion hymne ( driemaal heilig).
- De lezingen.
- De wegzending van de catechumenen.

De liturgie van de gelovigen omvat:
- De grote intrede met de offergaven terwijl de gelovigen het Cherubikon zingen.
- De geloofsbelijdenis.
- De offerande.
- Het Eucharistisch Gebed gevolgd door de Anamnesis en de Epiklesis.
- De lijst van de mensen voor wie gebeden wordt, wordt gereciteerd alsook een lijst van heiligen te beginnen met de Moeder Gods. Twee hymnen te harer ere worden gezongen. (Blijkbaar als reactie tegen de ketterij vanNestorius.)
- Het Onze-Vader.
- De communie.
- Het slotgebed en de wegzending.

De Liturgie van de Heilige Jakobus, zoals ze nu bestaat, is meer uitgebreid dan deze van de Apostolische Constitutie. De gebeden zijn langer, de ceremonieën meer uitgebreid, wierook wordt quasi constant gebruikt, heiligen worden frequent aangeroepen.
Deze liturgie werd in het gehele patriarchaat van Antiochië (Syrië en Palestina) gebruikt toen Jeruzalem nog geen patriarchaatszetel had en ressorteerde onder Antiochië. Dit betekent vóór het Concilie van Chalcedon in 451 en dus ook vóór de monofysitische schisma’s.

## Syrische liturgieën
Na het concilie van Chalcedon gebruikten zowel de Jacobieten als de Melkieten verder dezelfde ritus. Voor de eersten werd het Syrisch de liturgische taal, voor de tweeden bleef het het Grieks.
De Syrische liturgie van de heilige Jacobus die thans gebruikt wordt, is niet de originele van vóór het schisma maar een gewijzigde vorm van de oorspronkelijke afgeleid door de Jacobieten.
De lijst van de heiligen werd aangepast: alleen “diegenen die onvoorwaardelijk trouw bleven” aan de concilies van Nicea, Constantinopel en Efese worden vermeld.
Naast de Syrische liturgie van de heilige Jacobus gebruikt de Syrisch-orthodoxe Kerk van Antiochië een groot aantal andere liturgieën De namen van 64 zijn gekend; zij zijn toegeschreven aan heiligen en monofysitische bisschoppen.
Deze oosterse liturgie, geldt als de oudste. Hoewel de apostel, die de eerste bisschop was van Jeruzalem, er zelf geen aandeel in heeft gehad. Deze liturgie die ontstaan is in Antiochië, werd in Jeruzalem, Arabië, Syrië, Armenië, Georgië, de Slavische landen, Griekenland en Ethiopië gecelebreerd. Deze liturgie dateert, volgens Dom Mercier, de laatste uitgever ervan, uit de 4e eeuw en 5e eeuw. Er zou een primitievere vorm bestaan, waaruit door ontwikkeling de huidige is ontstaan. Uit welke tijd deze is, is onbekend. Overwoekerd door de liturgie van de heilige Johannes Chrysostomus, is die van de heilige Jacobus alleen nog in gebruik gebleven in de Syrische liturgie. De Anafora van Jacobus, de broeder des Heren, verspreidde zich vanuit Palestina en Syrië naar het Westen. Vooral de Byzantijnse liturgie, maar ook de Armeense liturgie, zijn in belangrijke mate door de Kerk van Jeruzalem beïnvloed.
Het verloop van deze liturgie is als volgt:
I. Liturgie van de Catechumenen
- 1. Voorbereidingsgebeden.
- 2. Gebeden bij het binnenkomen.
- 3. Gebeden bij de bewieroking.
- 4. Zegening door de diaken.
- 5. Gebed gedurende de processie.
- 6. Trisagion (heilig – heilig – heilig).
- 7. Lezing van Apostel en Evangelie.
- 8. met het gebed daartussen.
- 9. Gebed na de lezing.
- 10. Wegzending van de catechumenen.

II. Liturgie van de Gelovigen
Offertorium
- 11. Grote binnenkomst of processie.
- 12. Offertorium.
- 13. Bewieroking.
- 14. Geloofsbelijdenis (vrede).
- 15. Vredeskus.

Voorbereidingsgebeden voor de anafora (canon).
- 16. Algemeen gebed, of groot litaniegebed.
- 17. Voor de celebrant.
- 18. Voor het volk.
- 19. Gebed bij de opdracht.
- 20. Gebed bij het velum (kelkdoek).
- 21. Groot eucharistisch gebed of anafora.
- Prefatie en Sanctus
- Herinnering aan de schepping en de vleeswording.
- Instelling van de H. Eucharistie.
- Herinnering aan de verlossing.
- Epiklesis of aanroeping van de H. Geest.
- 22. Grote voorbede: (intercessio).
- Gedachtenis voor de levenden en doden.
- Gedachtenis aan de heiligen.
- Communie
- 23. Onze Vader.
- 24. Parafrase daarvan.
- 25. Zegening.
- 26. Opheffing.
- 27. Breking en menging.
- 28. Gebed vóór de communie.
- 29. Gebed erna.

## Huidige situatie
De oriëntaals-orthodoxe kerken alsook de oosters-katholieke kerken in Syrië en Palestina gebruiken nog altijd de Syrische liturgie van de heilige Jacobus.
De oosters-orthodoxe patriarchaten van Antiochië en Jeruzalem hebben deze liturgie sinds eeuwen verlaten en volgen de Byzantijnse liturgie.
De Maronieten gebruiken de Syrische liturgie van de heilige Jacobus met een aantal kleine wijzigingen.
De Chaldeeuwse, Armeense en Byzantijnse liturgieën zijn waarschijnlijk allen afgeleid van deze van Antiochië.